# 411 (číslo)
Čtyři sta jedenáct je přirozené číslo. Následuje po číslu čtyři sta deset a předchází číslu čtyři sta dvanáct. Římskými číslicemi se zapisuje CDXI a řeckými číslicemi υια.

## Matematika
411 je:
- Deficientní číslo
- Složené číslo
- Šťastné číslo

## Astronomie
- (411) Xanthe je planetka hlavního pásu, kterou objevil v roce 1896 Auguste Charlois

## Roky
- 411
- 411 př. n. l.